# Borgo Santa Lucia
Le Borgo Santa Lucia (ou, plus simplement, Santa Lucia, littéralement bourg Sainte-Lucie) est un quartier historique de Naples, qui a pris le nom du sanctuaire paroissial de Santa Lucia a Mare (consacré à sainte Lucie), dont la présence est attestée sur cette côte depuis le IXe siècle même si la légende affirme qu'il fut fondé par un neveu de l'empereur Constantin.

## Territoire
Le secteur du quartier coïncide avec celui de la paroisse. Il s'étend entre la via Santa Lucia et via Orsini avec leurs voies transversales, l'îlot de Mégaride avec le Borgo Marinari et le Castel dell'Ovo, la via Chiatamone et une partie de la via Partenope jusqu'au siège du journal il Mattino (le Matin), le Pallonetto di Santa Lucia (ballon de Sainte-Lucie) aux flancs du Mont Echia et presque jusqu'au Monte di Dio; de l'autre côté, vers le Palais royal, le Molosiglio et la via Cesario Console, anciennement connue sous le nom de Rua dei Provenzali, peuvent également être compris dans le quartier.

## Histoire
L'histoire de Santa Lucia s'identifie avec l'histoire de Naples, depuis le débarquement des colons grecs provenant de Cumes, qui décidèrent de fonder ici le petit port de Falero, qui deviendra plus tard la πόλις Partenope, ensuite connue comme Palepoli (c'est-à-dire « vieille ville »).
À l'époque romaine pré-impériale, le général Lucullus aurait élevé ici son imposante villa, appelée Oppidum Lucullianum, où ensuite l'empereur romain Romulus Augustule aurait fini ses jours. À l'époque impériale, cette zone serait devenue célèbre grâce à la proximité des grottes platamonies, où se tenaient des rites magiques et dans lesquelles Pétrone situa quelques passages du Satyricon.
À l'époque médiévale, la zone déclina et la villa fut reconvertie en monastère basilien.
Plus tard le monastère fut complètement transformé, devenant une forteresse très bien armée surveillant le golfe. Le port, qui avait survécu, fut donné plus tard en concession aux provenzali (ceux venant de la même province que les rois). À la suite de cela, son importance militaire et commerciale s'accrut considérablement.
En 1588, mère Eusebia Minadoa fit du monastère un sanctuaire, en le faisant intégralement reconstruire pour son ordre de religieuses. Les vice-rois espagnols, au XVIIe siècle, tinrent ce lieu particulièrement en considération en décidant de l'embellir par de nombreuses interventions, parmi lesquelles la plus importante fut confiée en 1599 à Domenico Fontana qui transforma le bourg (alors habité par des pêcheurs et des commerçants) en un des sites les plus prestigieux de l'époque. Avec l'arrivée des Bourbons, les Lucìani devinrent intimes des rois ; ceux-ci les employèrent comme artisans et fournisseurs de la maison royale.
Le bourg devint alors une zone de tourisme organisé. Un casino y fut construit. Beaucoup de personnalités importantes de l'époque y furent accueillies, parmi lesquelles Giacomo Casanova. La maison devint d'abord la propriété de la famille royale et ensuite celle d'Alexandre Dumas ; aujourd'hui, de l'ancien lieu de délices, tant apprécié de la reine Marie-Caroline, seule une aile peut encore être vue derrière le centre des congrès universitaire.
Dans le quartier vécut l'amiral Francesco Caracciolo, d'abord officier de valeur de la Marine du Royaume et ensuite martyr de la république parthénopéenne, qui sur ordre de l'amiral Nelson, fut pendu précisément face au front de mer et jeté en mer ; le corps, remonté à la surface et récupéré par les villageois de Santa Lucia, fut enterré dans l'autre église du quartier, où une plaque, gravée en 1881, rappelle le malheureux épisode.
En 1845 le niveau du front de mer fut considérablement élevé, ce qui provoqua l'ensevelissement de la bâtisse du sanctuaire datant du XVIe siècle. Une nouvelle église fut édifiée à cet emplacement.

## Santa Lucia aujourd'hui
Après le Risorgimento, Santa Lucia connut son assainissement et une profonde transformation (élargissement et reconstruction de la via Partenope, remblais ayant permis de gagner du terrain sur la mer et création de l'actuelle via Orsini) ce qui a accentué encore plus son caractère touristique. En effet, c'est dans cette zone que sont situés quelques-uns des hôtels avec vue panoramique sur Naples et quelques-uns des plus importants centres nautiques de la ville. On y trouve aussi le centre des congrès de l'Université de Naples, l'Institut de langue et de culture espagnole Cervantes et le siège de la Région de Campanie.
La Banchina Santa Lucia abrite le Circolo del Remo e della Vela Italia.

## Santa Lucia dans la culture
Santa Lucia a été choisie comme sujet de quelques chansons de la tradition napolitaine parmi lesquelles on peut citer la très célèbre Santa Lucia (qui également chanté durant la fête de Sainte Lucie de la Suède), et Santa Lucia luntana que les émigrants napolitains prirent pour symbole lorsqu'ils partirent pour l'Amérique.